# Wilson Bigaud
Wilson Bigaud (29 de enero de 1931- 22 de marzo de 2010) fue un pintor proveniente de Puerto Príncipe, Haití donde vivió toda su vida, de padre agricultor y considerado uno de los grandes maestros del arte de ese país. Comenzó su carrera como escultor de barro y su vecino Hector Hyppolite, también pintor, lo ánimo a la pintura en la adolescencia. Alcanzó fama internacional antes de los 30 años con sus cuadros que muestran escenas cotidianas haitianas. Hyppolite lo acompañó al Centre d’Art de Puerto Príncipe en 1946 donde conoció a DeWitt Peters y lo inspiró a dedicarse de lleno a la pintura y le facilitó el contacto para exponer y vender sus obras. Su obra Paraíso ganó el segundo premio en una exhibición internacional en Washington D. C. en 1950. Ahora la obra se encuentra en la colección permanente del Museo de arte moderno de Nueva york. El mismo año pintó una de sus mejores obras, Las bodas de caná, un mural en la Iglesia episcopal Santísima trinidad de Puerto príncipe, pero este se destruyó en el terremoto del 2010. Sufrió de crisis de depresión durante su vida pero en 1957 y 1961 tuvo su peor crisis que lo alejó de la pintura. En 1962 volvió a pintar en su casa de petit-Goâve.